# У Си
У Си (кит. трад. 吳曦, упр. 吴曦, пиньинь Wú Xī; 19 февраля 1989, Шицзячжуан, Хэбэй) — китайский профессиональный футболист, полузащитник клуба Суперлиги «Шанхай Шэньхуа» и национальной сборной КНР.

## Карьера
Ещё до начала профессиональной карьеры в клубе третьего дивизиона «Хэбэй Тяньгун» в 2008 году У Си привлекался к матчам юношеской сборной Китая до 20 лет. В клубе провёл всего один сезон, а игра за молодёжную сборную привлекла внимание скаутов «Шанхай Шэньхуа», и 17 ноября 2009 года с игроком был заключен контракт. В начале сезона 2010 года в Суперлиге У дебютировал в матче против команды «Наньчан Баи» 3 апреля 2010 года, в котором его команда одержала победу со счётом 2–1. Игрок мог выступать на нескольких позициях сразу, а тренеры преимущественно наигрывали его на роль правого защитника. 17 апреля 2010 года игрок забил первый гол в матче против «Тяньцзинь Тэда», а его команда одержала победу со счётом 2–0.
Перед началом сезона 2013 года, У Си перешёл в другой клуб Суперлиги «Цзянсу Сайнти». Дебютировал за новую команду 26 февраля 2013 года в матче против ФК «Саул» на групповой стадии Лиги чемпионов АФК 2013 года, где он вышел на замену Лу Бофэю, а его команда проиграла со счётом 5-1. Дебютировал в матче открытия сезона — игре за Суперкубок 3 марта 2013 года против «Гуанчжоу Эвергранд», где тренер Драган Окука использовал его на позиции полузащитника, а игра завершилась победой «Цзянсу» со счётом 2-1.

### Международная карьера
В 2007 года У Си рассматривался как перспективный крайний защитник, поэтому был приглашён в юношескую сборную Китая до 19 лет, с которой принял участие в Чемпионате АФК 2008 года для юношей не старше 19 лет. Став игроком стартового состава, дошёл с командой до четвертьфинала, однако именно он не забил пенальти в матче против национальной команды Узбекистана. По окончании турнира, игрок был приглашен в молодёжную команду до 23 лет, а затем в первую сборную, в которую его пригласил Гао Хунбо. 28 сентября 2011 года дебютировал в матче против Лаоса в отборочном турнире к Чемпионату мира 2014 года, а команда одержала победу со счётом 6-1.

## Статистика
| Сезон | Команда        | Страна | Дивизион | Матчи | Голы |
| ----- | -------------- | ------ | -------- | ----- | ---- |
| 2008  | Хэбэй Тяньгун  | Китай  | 3        |       |      |
| 2009  | Шанхай Шэньхуа | Китай  | 1        | 0     | 0    |
| 2010  | Шанхай Шэньхуа | Китай  | 1        | 25    | 2    |
| 2011  | Шанхай Шэньхуа | Китай  | 1        | 26    | 3    |
| 2012  | Шанхай Шэньхуа | Китай  | 1        | 29    | 1    |
| 2013  | Цзянсу Сайнти  | Китай  | 1        | 29    | 3    |
| 2014  | Цзянсу Сайнти  | Китай  | 1        | 24    | 3    |
| Всего | Всего          | Всего  | Всего    | 133   | 12   |

## Достижения

### Клубные
«Цзянсу Сайнти»
- Обладатель Кубка КФА : 2015
- Обладатель Суперкубка КФА : 2013

## Личная жизнь
Родился в семье профессора университета и школьной учительницы.